# Développement multipolaire
En physique, le développement multipolaire correspond au développement en série d'un potentiel scalaire, comme le potentiel électrique ou gravitationnel, utilisant de manière habituelle des puissances (ou des puissances inverses) de la distance à l'origine, ainsi que de la dépendance angulaire, et dont les coefficients sont appelés moments multipolaire. En principe, un développement multipolaire procure une description exacte du potentiel et converge généralement sous deux conditions, si les sources (i.e. charges) sont localisées près de l'origine et le point auquel le potentiel est observé est éloigné de l'origine; ou à l'inverse, les charges sont éloignées de l'origine alors que les potentiels sont observés près de cette origine. 
Dans le premier cas (le plus courant), les coefficients du développement en série sont appelés moments multipolaires extérieurs ou plus simplement moments multipolaires, alors que dans le second cas, ils sont appelés moments multipolaires intérieurs. Le terme d'ordre zéro du développement est appelé monopôle, le terme de 1er ordre est appelé moment dipolaire, et le 2e, 3e, etc. sont appelés moments quadrupolaire, octupolaire, etc.

Le potentiel en une position donnée {\displaystyle \mathbf {r} } dans une distribution de charge peut être calculé par une combinaison des multipôles intérieurs et extérieurs.

## Exemples de multipôles
Il existe de nombreux types de moments multipolaires, de la même façon qu'il existe plusieurs types de potentiels et de nombreuses manières d'approximer un potentiel par un développement en série, selon le système de coordonnées et la symétrie de la distribution de charge. Les développements les plus communs incluent :
- moments multipolaires axiaux pour des potentiels en {\displaystyle {\frac {1}{R}}}.
- moments multipolaires sphériques pour des potentiels en {\displaystyle {\frac {1}{R}}}.
- moments multipolaires cylindriques pour des potentiels en {\displaystyle \ln \ R^{}}.

Les potentiels en {\displaystyle {\frac {1}{R}}} incluent le potentiel électrique, le potentiel magnétique, et le potentiel gravitationnel de points sources. Un exemple de potentiel en {\displaystyle \ln \ R^{}} est le potentiel électrique d'une ligne infinie de charge.

## Propriétés mathématiques générales
Les moments multipolaires en mathématiques et en physique mathématique forment une base orthogonale pour la décomposition d'une fonction, basée sur la réponse d'un champ pour étudier des sources amenées infiniment proches l'une de l'autre. Celles-ci peuvent être perçues comme arrangées dans des formes géométriques variées, ou, dans le sens de la théorie de la distribution, comme dérivées directionnelles.

En pratique, de nombreux champs peuvent être correctement approximés avec un nombre fini de moments multipolaires (bien qu'un nombre infini puisse être requis pour reconstruire le champ exactement). Une application typique est d'approximer le champ d'une distribution de charges localisée par ses termes de  monopôle et de dipôle. Les problèmes résolus pour un ordre donné de moment multipolaire peut être combinés linéairement afin de créer une solution approximée finale pour une source donnée.